# Alberto Hevia
Alberto Hevia Muñíz, conegut com a Alberto Hevia   (La Pola Siero, 14 de juliol de 1974), és un pilot de ral·lis asturià, guanyador del Campionat d'Espanya de Ral·lis d'Asfalt el 2004 i subcampió els anys 2005 i 2007, així com Campió d'Astúries de Ral·lis 2002. El seu copilot és Alberto Iglesias Pin.

## Trajectòria esportiva

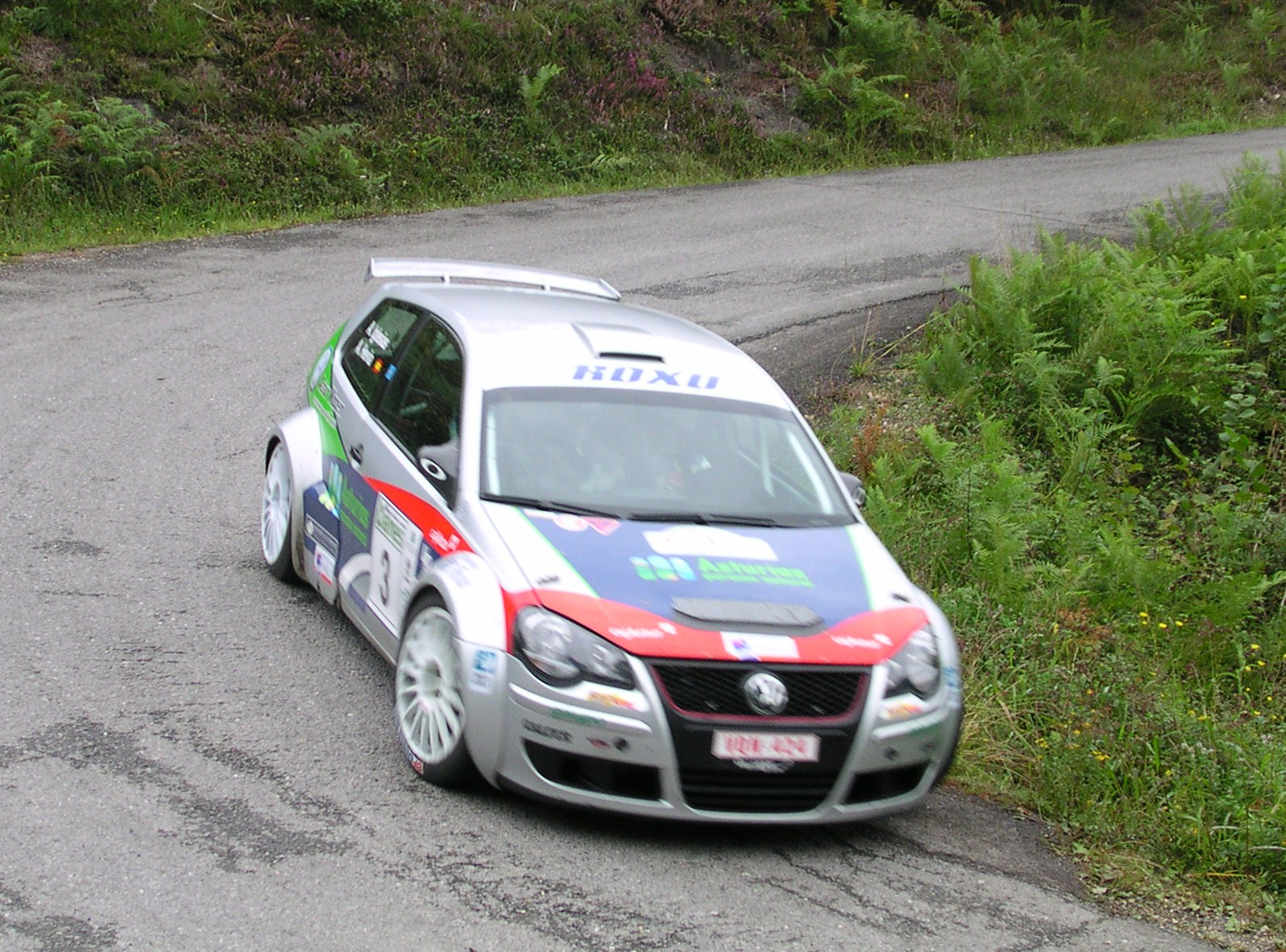
Al Ral·li de Llanes el 2007

Hevia debutà al món dels ral·lis l'any 1997 disputant el Ral·li Príncep d'Astúries, això no obstant, fins a l'any 2000 no s'hi dedicà plenament, quan disputà la Copa Clio, en la qual aconseguí imposar-se. Tornaria a vèncer la Copa Clio l'any 2002, després d'un 2001 de resultats discrets. a més a més, aquell 2002 també aconseguí el subcampionat d'Espanya de Gr. N i el títol de Campió d'Astúries de Ral·lis.
L'any 2003 disputà el Campionat d'Espanya de Ral·lis d'Asfalt amb un Renault Clio S1600, aconseguint bons resultats. L'any 2004, ja des de l'equip oficial Renault, s'alçaria amb el títol de Campió d'Espanya de Ral·lis, tot guanyant els ral·lis de Villajoiosa, Ourense, Avilés i Príncep d'Astúries.
L'any 2005 no aconseguiria revalidar el títol, acabant subcampió per darrere de Daniel Sordo, això no obstant, guanyà els ral·lis de Villajoiosa, Ourense i Avilés.
Per la temporada 2006 fitxà per Peugeot, conduint un 206 S1600, el qual es mostrà poc competitiu, fet que provocà que el 2007 decidís disputar el Campionat d'Espanya d'Asfalt amb un Volkswagen Polo S2000 privat amb el que guanyaria els ral·lis de Cantabria, Rias Baixas i Llanes i es proclamaria subcampió per darrere de Miguel Fuster, pilot oficial Fiat.
La temporada 2008 Alberto Hevia disputà de nou el Campionat d'Espanya, aquest cop amb un Mitsubishi Lancer Evo IX de grup N, amb resultats bastant notoris malgrat no disposar del pressupost suficient per disputar la totalitat del campionat, això no obstant, aconseguí la Copa Mitsubishi del Campionat d'Espanya d'Asfalt.

## Suport a l'asturià
L'any 2008 s'adherí a la campanya Doi la cara pola oficialidá, a favor del reconeixement de la llengua asturiana com a llengua cooficial d'Astúries.